# Critérios de McDonald
Os critérios de McDonald são critérios de diagnóstico para a esclerose múltipla (EM). Em Abril de 2001, um painel internacional em associação com a National Multiple Sclerosis Society (NMSS) recomendou a revisão dos critérios de diagnóstico da EM, desincentivando o uso de termos usados anteriormente como "clinicamente definitivo" e "provável EM", propondo em seu lugar o diagnóstico de "EM", "provável EM" ou "não EM". Os critérios receberam o nome do neurologista W. Ian McDonald.
A revisão tem como base o avanço nas técnicas de Ressonância magnética e pretende substituir os critérios de Poser e os critérios de Schumacher. Os novos critérios facilitam o diagnóstico de EM em pacientes que apresentam sinais e sintomas que sugerem a presença da doença. Os critérios foram revistos em 2005 para clarificar a interpretação precisa do que se entende por "ataque".

## Critérios de diagnóstico
Revisão de 2017:
| Apresentação clínica | Dados adicionais necessários para o diagnóstico |
| --- | --- |
| - ≥ 2 surtos - evidência clínica de ≥ 2 lesões ou - ≥ 2 surtos - história clínica objetiva de lesão em sítio anatômico distinto | Nenhum. |
| - ≥2 surtos - evidência clínica de 1 lesão                                                                                      | Disseminação espacial demonstrada por: - ≥1 lesão T2 em pelo menos 2 de 4 regiões típicas de EM no CNS (periventricular, justacortical, infratentorial, ou medula espinhal); ou - Evento clínico adicional sugestivo de lesão em outro local do sistema nervoso central |
| - 1 surto - evidência clínica de ≥ 2 lesões                                                                                     | Disseminação no tempo demonstrada por: - Presença simultânea de lesões assintomáticas captantes e não captantes de gadolínio;ou - Nova lesão em T2 e/ou presença de lesões captantes de gadolínio em RM de seguimento realizada em qualquer altura e comparada com a RM de base ou - Detecção de bandas oligoclonais específicas no líquor |
| - 1 surto - evidência clínica de uma lesão (CIS)                                                                                | Disseminação no espaço e no tempo, demonstradas por: Disseminação no espaço: - ≥1 lesão T2 em pelo menos 2 de 4 regiões típicas de EM no CNS (periventricular, justacortical, infratentorial, ou na medula espinhal); ou - Aguardar pela ocorrência de um surto que afete uma área diferente no SNC Disseminação no tempo: - Presença simultânea de lesões assintomáticas captantes e não captantes de gadolínio;ou - Nova lesão em T2 e/ou presença de lesões captantes de gadolínio em RM de seguimento realizada em qualquer altura e comparada com a RM de base ou - Detecção de bandas oligoclonais específicas no líquor |
| Progressão neurológica insidiosa sugestiva de EM (EMPP)                                                                         | 1 ano de progressão de doença (retro e prospetivamente determinada) mais 2 de 3 dos seguintes critérios: - Evidência de disseminação espacial no cérebro, com base em ≥1 lesão em T2, nas regiões típicas de EM (periventricular, justacortical ou infratentorial) - Evidência de disseminação espacial na medula espinhal, com base em ≥2 lesões em T2 na medula espinhal - Evidência de bandas oligoclonais por focalização isoelétrica e/ou aumento do índice IgG |